# RosettaNet
RosettaNet ist ein Non-Profit-Konsortium von weltweit mehr als 600 Unternehmen, vornehmlich aus den Bereichen Informationstechnologie, elektronische Bauelemente und Halbleiterfertigung, Logistik, Telekommunikation und Dienstleistung. Ziel ist eine Standardisierung von Datenübertragungsschnittstellen im gegenseitigen elektronischen Datenaustausch.
RosettaNet ist eine Unterorganisation der GS1 US, des früheren Uniform Code Council (UCC), es existieren Niederlassungen in den USA, Malaysia, Europa, Japan, Taiwan, China, Singapur, Thailand und Australien.
Im Rahmen der RosettaNet-Organisation werden unter Benutzergruppen und Mitgliedern branchenübergreifende und offengelegte Kommunikations- und Ablaufverfahren zum Austausch von Geschäftsdokumenten zwischen den EDV-Systemen der Nutzer über elektronischen Datenaustausch vereinbart und standardisiert, um den Datenaustausch zwischen Lieferanten und Kunden möglichst frei von Medienbrüchen und Datenkonvertierungsproblemen und damit kostengünstiger, schneller und genauer abwickeln zu können (B2B). Dabei stehen hauptsächlich die Bereiche der Logistik und Produktion im Vordergrund, aber auch der Austausch von Produkt- und Materialdaten sowie die Abwicklung von Serviceprozessen werden berücksichtigt.

## Anwendungsgebiet
Die Nutzung der RosettaNet-Standards ist auf Grund der Struktur seiner Gründungsmitglieder besonders in den USA verbreitet, wird aber auch in den asiatischen Staaten durch die Regierungen unterstützt. In Europa ist es auf Grund der großen Verbreitung von EDIFACT weniger in Benutzung.

## RosettaNet-Standards
Anders als Organisationen, die sich auf die Implementierung proprietärer Lösungen konzentrieren, optimiert RosettaNet bestehende offene E-Business-Standards, Richtlinien und Spezifikationen für plattformübergreifende Anwendungen und Netzwerkkommunikation. RosettaNet definiert E-Business Konzepte (Dateiformate, Verfahrensvorschriften, Implementierungsvorgaben u. a.) und entwickelt damit Standards, um die Kompatibilität von Geschäftsprozessen voranzubringen. RosettaNet basiert auf offenen XML-Standards.

## Partner Interface Processes (PIPs)
Bei RosettaNet-PIPs handelt es sich um spezialisierte System-to-System XML-basierte Dialoge, die Geschäftsprozesse zwischen Partnern einer Wertschöpfungskette definieren.
Jeder PIP umfasst eine technische Spezifikation, die auf dem "RosettaNet Implementation Framework (RNIF)" basiert, ein Message-Guideline-Dokument mit einer PIP-spezifischen Version des Business Dictionary und ein XML-Message-Guideline-Dokument, das die für die Implementierung notwendigen Modelle und Dokumente bereitstellt.
Die verschiedenen PIPs werden in Cluster (Bereiche) eingeteilt, die jeweils einen bestimmten Geschäftsprozessbereich abdecken.
- Cluster 0 RosettaNet Support / Unterstützung für RosettaNet
- Cluster 1 Partner Product and Service Review /
- Cluster 2 Product Information / Produktinformation
- Cluster 3 Order Management / Bestellwesen
- Cluster 4 Inventory Management / Bestandsverwaltung
- Cluster 5 Marketing Information Management /
- Cluster 6: Service and Support / Reparatur und Unterstützung
- Cluster 7: Manufacturing / Herstellung

Aus den Clustern und die weitere Unterteilung ergibt sich der eigentliche PIP-Name
z. B. PIP 3A4 (Anforderung einer Bestellung)
3 → Cluster 3
A → Quote and Order Entry
4 → Request Purchase Order

## Europäische RosettaNet User Group
EDIFICE ist die europäische User Group für B2B-Standards in der High-Tech-Industrie.

## Diverses
RosettaNet geht auf eine Initiative US-amerikanischer Unternehmen in den 1990er Jahren zurück. Der Name basiert auf dem Stein von Rosetta, der den Schlüssel zum Verständnis der ägyptischen Hieroglyphen bildete, vergleichbar den verschiedenen Dateiformaten, in denen Informationen auf verschiedenen Rechnerplattformen und Softwareprodukten in verschiedenen Unternehmen gespeichert sind.

## Dictionaries (Lexika)
Business Dictionary
Im Rahmen der Entwicklung von RosettaNet-Standards werden Geschäftsattribute ermittelt, um Transaktionen zwischen Handelspartnern festzulegen. Das Business Dictionary dient als zentrales Referenz- und Nachschlagewerk weiterer Standarddokumente.
IT Technical Dictionary (ITTD)
Das ITTD bietet eine einheitliche Sprache für die Definition von IT-Produkten.
EC Technical Dictionary (ECTD)
Das ECTD ist das Gegenstück des ITTD für die elektronische Komponenten (EC Supply Chain). Es ermöglicht die Definition solcher Produkte.
RosettaNet Implementation Framework (RNIF)
Als offenes allgemeines Anwendungsnetzwerk bietet das RNIF allgemeine Austauschprotokolle für die Implementierung von RosettaNet-Standards. Das RNIF definiert den Informationsaustausch zwischen den Servern von Handelspartnern unter Verwendung von HTML/XML.